# Ричардова степска трептељка
Ричардова степска трептељка (лат. Anthus richardi) је птица певачица средње величине која се гнезди на отвореним травњацима у Источном Палеарктику. То је птица селица на велике удаљености која се сели ка отвореним низијама на Индијском потконтиненту и у Југоисточној Азији. Ретка је, али редовна луталица у западној Европи.
Име рода Anthus је латински назив за малу птицу травнатих подручја. Енглески назив и име richardi су по француском природњаку Шарлу Ришару (1745–1835), директору поштанских служби у Линевилу и пријатељу Франсоа Левалана.

## Таксономија
Припада роду трептељки Anthus из породице Motacillidae. Раније су  новозеландска трептењка (Anthus novaeseelandiae), аустралијска трепрељка (Anthus australis) афричка трептељка (Anthus cinnamomeus), трептељка из Лесотоа (Anthus hoeschi), трептељка пиринчаних поља (Anthus rufulus) и ричардова степска трептељка биле сврставане у једну врсту - Ричардова трептељка (Anthus novaeseelandiae). Ове трептељке се сада сматрају засебним врстама.

### Подврсте
Препознато је пет подврстиа:
- Anthus richardi richardi (Vieillot, 1818) - Југозападни Сибир и североисточни Казахстан од источног до јужног Бајкала; зиме углавном у југозападној Азији
- Anthus richardi dauricus (Johansen, 1952) - Трансбаикалија и Јакутија, источно до Охотског мора, Монголије и цевероисточне Кине (Хејлунђанг); зимује у јужној Азији
- Anthus richardi centralasiae (Kistjakowsky, 1928) - Источни Казахстан (Зајсански басен, источни Тјен Шан) од истока до запада и југа Монголије, од југа до севера Кине (Сињанг, Ћингхај, Гансу, вероватно и Унутрашња Монголија); зимuje у јужној Азији
- Anthus richardi ussuriensis (Johansen, 1952) - Југоисточна Русија (подручје доњег Приамура, Усури) јужна до источна Кина (јужно до Сiчуана и десног Јангцеа), вероватно и Кореја; зимује у југоисточној Азији
- Anthus richardi sinensis (Bonaparte, 1850) - Југоисточна Кина јужно од Јангцеа; зимује у југоисточној Азији.

Постоје извесне варијације између различитих подврста Anthus richardi sinensis је нешто мањи од номиноване подврсте са мање пруга на врху. Anthus richardi centralasiae је већи са више пешчаних горњих делова тела. Anthus richardi dauricus има више пруга на врху.

## Опис
Ричардова степска трептељка је велика трептељка, 17–20 цм дужине, са тежином од 25–36 г и распоном крила од 29 до 33 цм. То је витка птица која често стоји веома усправно. Има дуге жуто-смеђе ноге, дуг реп са белим спољним перјем и дугачак тамни кљун са жућкастом основом доње вилице. Задња канџа је дугачка и прилично равна. На тлу је неупадљивог изгледа, углавном смеђе одозго, а бледе одоздо. На горњем делу тела и грудима постоје тамне пруге, док су стомак и бокови једнобојни. Лице је јако обележено бледим делом између кљуна и ока и суперцилијумом, тамном пругом око очију, пругом око бркова и пругом на устима. Постоје две крилне траке формиране бледим врховима покривача крила.
Његов лет је снажан и таласаст, и испушта карактеристичан експлозиван звук „шрип“, донекле сличан цвркуту кућног врапца . Песма је понављајући низ монотоних зујавих нота датих у таласастом лету.
Мора се водити рачуна да се ричардова степска трептељка разликује од других великих трептељки које зимују или су насељене у том подручју, као што су монголска трептељка (Anthus godlewskii) и трептељка пиринчаних поља (Anthus rufulus). Монголска трептељка има краћи кљун, ноге и реп, краћу и закривљенију задњу канџу, мање беле боје на репу и више пруга на горњем делу пера. Код одраслих птица, средњи покривачи крила имају тупе крајеве у тамним срединама, док код ричардове степске трептељке тамни центри постају усмерени ка врху пера. Оглашавање монголске трептељке је тиши и мање оштар. Трептељка пиринчаних поља је мања од ричардове степске трептељке са краћим кљуном и репом, мање пруга на грудима и тишим оглашавањем.

## Распрострањеност и станиште
Ричардова степска трептељка се гнезди у јужном Сибиру, Монголији, деловима Централне Азије и у северној, централној и источној Кини. Мигрира на југ да би презимила на Индијском потконтиненту и југоисточној Азији, а бележи је чак до Шри Ланке, Сингапура и северног Борнеа. Ретка је пролазница у Кореји и Јапану. Мали део популације се редовно сели на запад у јесен, а птице су забележене у већини земаља Европе, Блиског истока и Северне Африке. Виђа се сваке године између септембра и новембра на приобалним осматрачницама у областима као што су Велика Британија, Холандија и Скандинавија, а повремено се појављују и у пролеће. Неколико њих презими у земљама попут Шпаније, Португалије, Италије и Марока.

## Понашање и екологија
Ричардова степска трептељка је птица отворених предела, посебно равних низијских подручја. Насељава травнате површине, степе и обрадиво земљиште, преферирајући плоднија, влажнија станишта. У Европи се најчешће бележи на ртовима и острвима. Јавља се сама или у мањим групама.
Као и друге трептељке, ова врста је инсектојед. Углавном се храни при земљи, а прави и кратке летове како би ухватила летеће инсекте. Једе и семенке у току сезоне гнежђења.
Гнездо је направљено од траве или маховине и гради се на земљи испод травнатог бусена.